# Białogórze
Białogórze (Duits: Lichtenberg) is een plaats in het Poolse district  Zgorzelecki, woiwodschap Neder-Silezië. De plaats maakt deel uit van de gemeente Zgorzelec en telt 219 inwoners.

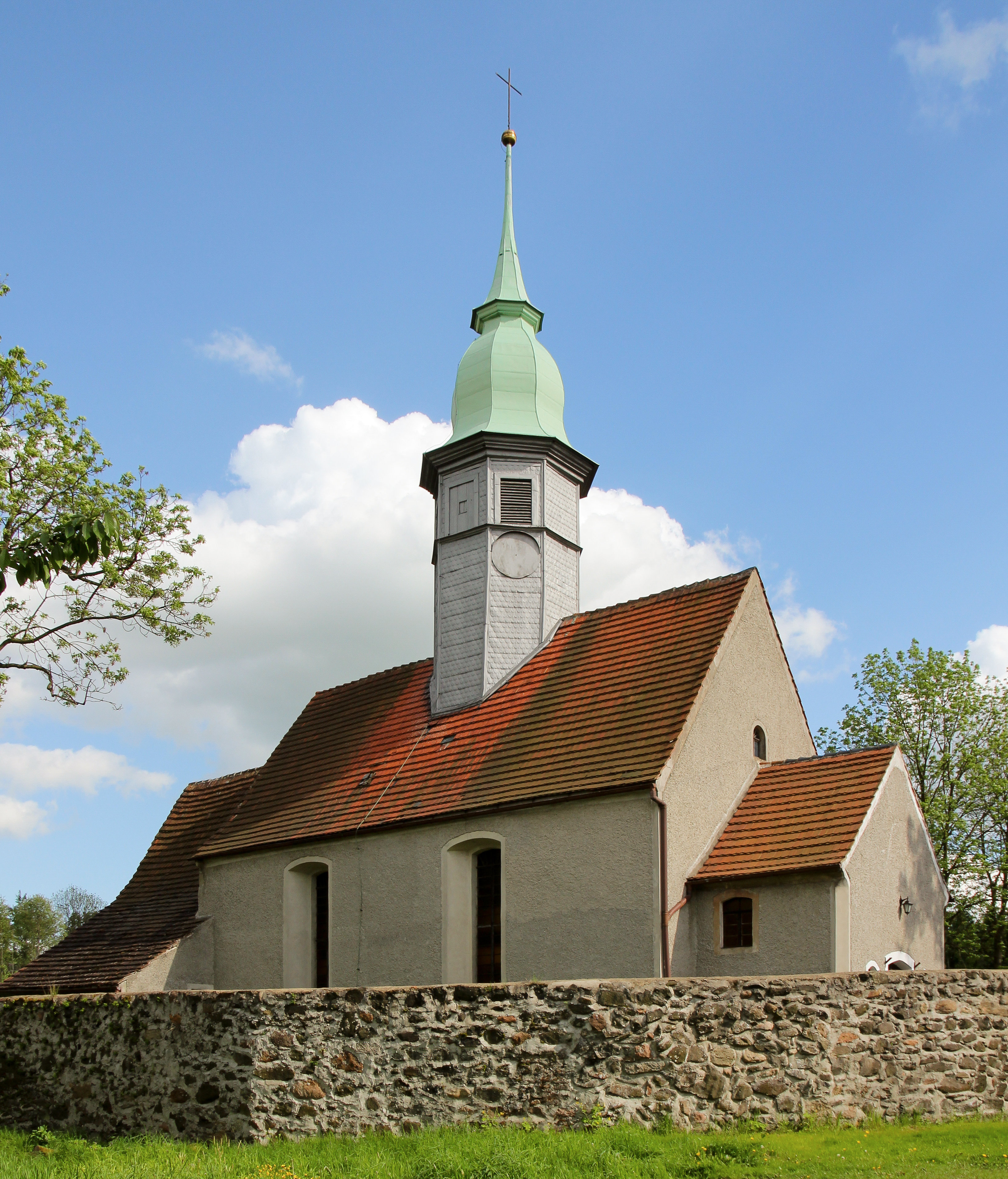